# Провінція Куба
З 16 століття острів Куба перебував під контролем Санто-Домінго. Завоювання Куби було організовано у 1510 році Дієго Колоном під командуванням Дієго Веласкеса де Кульяра, який став першим губернатором Куби до смерті в 1524 році.

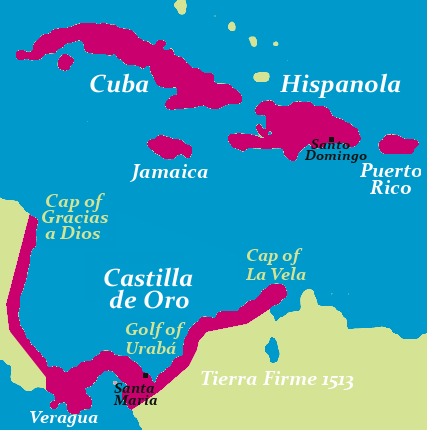
1513

Веласкес заснував місто Нуестра-Сеньора-де-ла-Асунсіон-де-Баракоа в 1511 році і скликав загальну cabildo (раду місцевого самоврядування) для управління Кубою, яку уповноважив король Іспанії.
Іспанське завоювання Ернаном Кортесом Ацтекської імперії було здійснено з Куби. Куба була включена в Нову Іспанію після завоювання Мексики, у 1521.